# Distanza (matematica)
L'accezione matematica del termine distanza ha un significato analogo a quello dell'uso comune, cioè quello della misura della "lontananza" tra due punti di un insieme al quale si possa attribuire qualche carattere spaziale. In matematica, però, questa nozione assume caratteri astratti e si basa solo su proprietà formali che ne fanno perdere l'univocità: esistono esempi di insiemi anche comuni come {\displaystyle \mathbb {R} ^{3}} in cui possono essere date infinite definizioni di distanza, tutte soddisfacenti le proprietà generali.
Si può dire che in matematica il termine distanza caratterizza strumenti computazionali con alcune caratteristiche comuni, ma utilizzabili per scopi diversificati. Il concetto di distanza e quello collegato di lunghezza vengono generalizzati mediante la definizione della geodetica come il più breve percorso tra due punti di uno "spazio curvo".

## Definizione di distanza
Una distanza (o metrica) su un insieme {\displaystyle X} è una funzione
{\displaystyle d\colon X\times X\longrightarrow \mathbb {R} }
che soddisfa le seguenti proprietà per ogni scelta di {\displaystyle x,y,z} in {\displaystyle X}:
1. {\displaystyle d(x,y)\geq 0}
2. {\displaystyle d(x,y)=0~\Longleftrightarrow ~x=y}
3. {\displaystyle d(x,y)=d(y,x)} (simmetria)
4. {\displaystyle d(x,y)\leq d(x,z)+d(z,y)} (disuguaglianza triangolare)

La coppia {\displaystyle (X,d)} è chiamata spazio metrico.
In realtà, solo le proprietà 2,3,4 sono indipendenti tra loro. Questo significa che si possono definire delle funzioni che soddisfano alcune tra 2,3,4 ma non altre. Per esempio, se {\displaystyle d(a,b)=d(b,c)=d(c,a)=d(b,a)=d(c,b)=2,d(a,c)=3} allora la funzione {\displaystyle d(x,y)} per questi particolari valori soddisfa le 2,4 ma non la 3 e quindi in generale non soddisfa la 3.
La dimostrazione che le 3,4 implicano la 1 è molto semplice.
Infatti, sfruttando la 4 si ha {\displaystyle d(x,z)\leq d(x,y)+d(y,z)} e {\displaystyle d(z,y)\leq d(z,x)+d(x,y)}. Sommando ora membro a membro otteniamo
{\displaystyle d(x,z)+d(z,y)\leq d(x,y)+d(y,z)+d(z,x)+d(x,y),}
infine (sfruttando la 3) l’espressione si semplifica in
{\displaystyle 0\leq 2d(x,y)}
che è appunto la 1, dopo aver diviso per 2 (e scambiato i membri).

## Distanza indotta da una norma
Data una norma {\displaystyle ||\cdot ||:X\rightarrow \mathbb {R} }, è possibile definire una distanza {\displaystyle d:X\times X\rightarrow R} definendo
{\displaystyle d(x,y)=||x-y||.}
Si verifica che la funzione così definita è una distanza, infatti:
- {\displaystyle d(x,y)=||x-y||\geq 0;}
- {\displaystyle d(x,y)=||x-y||=0~\Longleftrightarrow ~||x-y||=||0||~\Longleftrightarrow ~x=y;}
- {\displaystyle d(x,y)=||x-y||=||(-1)(y-x)||=|-1|||y-x||=||y-x||=d(y,x);}
- {\displaystyle d(x,y)=||x-y||=||x-z+z-y||\leq ||x-z||+||z-y||=d(x,z)+d(z,y).}

Si osserva che ogni distanza indotta da una norma è invariante per traslazioni (ovvero, per ogni tripletta di vettori {\displaystyle d(x+z,y+z)=d(x,y)}).

## Distanze su spazi euclidei
La distanza normalmente considerata in {\displaystyle \ \mathbb {R} ^{2}} è quella euclidea, pari alla radice quadrata del quadrato della differenza orizzontale (tra i due punti) più il quadrato della differenza verticale:
{\displaystyle d={\sqrt {(x_{B}-x_{A})^{2}+(y_{B}-y_{A})^{2}}}.}
Se si elimina la seconda dimensione, questa funzione si riduce al modulo della differenza tra i due numeri: {\displaystyle d(x_{1},x_{2})=|x_{1}-x_{2}|}.
Più in generale nello spazio euclideo {\displaystyle \ \mathbb {R} ^{n}} si può definire la distanza tra due punti {\displaystyle (x_{1},x_{2},\ldots ,x_{n})} e {\displaystyle (y_{1},y_{2},\ldots ,y_{n})} nei seguenti modi:
| {\displaystyle {\mbox{1-distanza}}=\sum _{i=1}^{n}\|x_{i}-y_{i}\|}                                                                                      |
| {\displaystyle {\mbox{2-distanza}}={\sqrt {\sum _{i=1}^{n}\|x_{i}-y_{i}\|^{2}}}} (distanza euclidea)                                                    |
| {\displaystyle p{\mbox{-distanza}}={\sqrt[{p}]{\sum _{i=1}^{n}\|x_{i}-y_{i}\|^{p}}}}, per ogni p reale maggiore o uguale ad 1                           |
| {\displaystyle \infty {\mbox{-distanza}}=\lim _{p\to \infty }{\sqrt[{p}]{\sum _{i=1}^{n}\|x_{i}-y_{i}\|^{p}}}=\max _{i=1,\cdots ,n}\{\|x_{i}-y_{i}\|\}} |

La 2-distanza in uno spazio a n dimensioni corrisponde al teorema di Pitagora applicato n-1 volte: è la distanza di uno spazio euclideo, normalmente usata nel piano o nello spazio e viene detta anche distanza pitagorica. La 1-distanza, detta anche distanza L1 o distanza Manhattan, genera invece una geometria diversa, detta geometria del taxi. La ∞-distanza (o distanza L∞) è la cosiddetta distanza di Chebyshev.

### Altre distanze
- Su un qualsiasi insieme è possibile definire una distanza come {\displaystyle d(x,y)=\left\{{\begin{matrix}0&{\mbox{se}}\ x=y\\1&{\mbox{se}}\ x\neq y\end{matrix}}\right.}. Questa distanza è detta "distanza discreta" e fornisce all'insieme la topologia discreta. Questa distanza non è ricca di applicazioni, ma serve per completezza dell'esposizione formale.
- Sull'insieme delle funzioni continue definite in un opportuno insieme A si può definire la distanza, detta "distanza del sup" o "dell'estremo superiore", {\displaystyle d(f,g)=\sup _{x\in A}\|f(x)-g(x)\|}. Essa è la distanza indotta dalla cosiddetta norma uniforme. Questa distanza costituisce l'analoga continua della ∞-distanza definita su spazi finitodimensionali.
- Nello spazio Lp, con p reale maggiore o uguale a 1, la distanza tra due funzioni distinte (a meno di equivalenza quasi ovunque) è definita come {\displaystyle d(f,g)=\left(\int |f(x)-g(x)|^{p}~dx\right)^{1/p}}.
- L'insieme {\displaystyle \mathbb {R} } dei numeri reali costituisce uno spazio metrico rispetto alla distanza data da {\displaystyle d(x,y)=\left|\arctan(x)-\arctan(y)\right|}. Questa distanza, diversa da quella pitagorica, non può essere indotta da una norma, in quanto non è invariante per traslazioni (ovvero {\displaystyle d(x+z,y+z)} è in generale diversa da {\displaystyle d(x,y)}).
- Nell'insieme {\displaystyle \mathbf {F} ^{n}} di stringhe di lunghezza {\displaystyle n} costruite sopra l'alfabeto {\displaystyle \mathbf {F} } si può definire la "distanza di Hamming" come {\displaystyle d(x,y)=|\{i:x_{i}\neq y_{i}\}|} (dove con {\displaystyle |A|} si indica la cardinalità di {\displaystyle A}). Si noti che la distanza di Hamming si può considerare che riguardi due vettori (assimilabili a stringhe) sul campo finito {\displaystyle \mathbf {F} =\mathbb {Z} _{2}\subseteq \mathbb {R} }.

Nel caso di uno spazio di Hilbert {\displaystyle H}, il teorema della proiezione afferma che per ogni punto {\displaystyle x\in H} e per ogni insieme convesso chiuso {\displaystyle C\subset H} esiste un unico {\displaystyle y\in C} tale per cui {\displaystyle \lVert x-y\rVert } assume il valore minimo su {\displaystyle C}. In particolare, questo è vero per ogni sottospazio chiuso {\displaystyle M} di {\displaystyle H}: in tal caso una condizione necessaria e sufficiente per {\displaystyle y} è che il vettore {\displaystyle x-y} sia ortogonale a {\displaystyle M}.

## Dischi associati a una distanza
Data una distanza su un insieme, si può definire come palla, o bolla, o disco, centrata in un punto {\displaystyle c} di un certo raggio {\displaystyle r} positivo l'insieme dei punti dell'insieme che distano da {\displaystyle c} meno di {\displaystyle r}:
{\displaystyle B(c,r)=\{x\in X:d(x,c)<r\}.}
Solitamente, la definizione si intende con il <; se però c'è bisogno di specificare, si dirà "disco aperto" l'insieme definito dalla relazione " < " e "disco chiuso" l'insieme definito dalla relazione " ≤ ".
Si definisce anche "bordo" del disco l'insieme
{\displaystyle \partial B=\{x\in X:d(x,c)=r\}.}
L'insieme dei dischi aperti centrati nei vari punti dello spazio soddisfa la definizione topologica di base: la topologia sull'insieme {\displaystyle X} determinata da questa base si dice topologia generata (o indotta) dalla distanza {\displaystyle d}.
È importante notare come il disco chiuso non coincida sempre con la chiusura del disco aperto, ma in generale ne sia solo un soprainsieme; in particolare nello spazio euclideo comunque le due nozioni coincidono.

## Distanze equivalenti
Due distanze {\displaystyle d} e {\displaystyle d'} si dicono equivalenti se l'applicazione identità
{\displaystyle id:(X,d)\to (X,d')}
è un omeomorfismo.
Equivalentemente, esse si possono dire equivalenti se ogni disco della prima metrica contiene un qualche disco della seconda metrica e viceversa. Ad esempio una distanza d è equivalente a quella data dalla funzione {\displaystyle \min\{d,1\}} ed a quella data dalla funzione {\displaystyle {d \over d+1}}.
Due distanze equivalenti generano la stessa topologia.

## Generalizzazioni
Se si indeboliscono le richieste su {\displaystyle d}, si ottengono spazi con proprietà più deboli e più poveri come possibilità algoritmiche:
- Perdendo una delle due implicazioni della proprietà 2, ma richiedendo solamente che {\displaystyle d(x,x)=0} (cioè ammettendo che punti distinti possano avere distanza nulla), si ottiene una pseudometrica. La sua importanza è grande nel campo di teoria della relatività e analisi funzionale, dove questi spazi si incontrano spesso. È il tipo di distanza indotto da una seminorma.
- Perdendo la proprietà 3, si ottiene una quasimetrica.
- Perdendo la proprietà 4, si ottiene una semimetrica.
- Perdendo parzialmente la proprietà 2 nel senso sopra e la proprietà 3, si ottiene una emimetrica.
- Perdendo parzialmente la proprietà 2 e le proprietà 3 e 4, si ottiene una parametrica. Da notare che, nonostante questo sia chiaramente lo spazio più povero di tutti, è ancora possibile definire una topologia a partire da uno spazio parametrico, nello stesso esatto modo descritto sopra.

Al contrario, rinforzando la disuguaglianza triangolare e imponendo che
{\displaystyle d(x,y)\leq \max\{d(x,z),d(z,y)\}}
si ottiene una cosiddetta ultrametrica.